# Cronologia dei decreti legislativi razziali fascisti
Questa lista elenca i decreti legislativi antisemiti attuati nel Regno d'Italia dal luglio 1938 al febbraio 1945, prima dal governo fascista e successivamente dalla Repubblica Sociale Italiana.
- Comunicato della Segreteria Politica del PNF, 25 luglio 1938, Il Fascismo e il problema della razza.
- R.D.L. 5 settembre 1938, n. 1390,  per la difesa della razza nella scuola fascista (G.U. n. 209, 13 settembre 1938). Per la conversione vedi qui sotto la L. 99/1939.
- R.D. 5 settembre 1938, n. 1531, Trasformazione dell'Ufficio centrale demografico in Direzione generale per la demografia e la razza (G.U. n. 230, 7 ottobre 1938).
- R.D.L. 5 settembre 1938, n. 1539, Istituzione, presso il Ministero delI'Interno, del Consiglio superiore per la demografia e la razza (G.U. n. 231, 8 ottobre 1938). Per la conversione vedi qui sotto la L. 26/1939.
- R.D.L. 7 settembre 1938, n. 1381, Provvedimenti nei confronti degli ebrei stranieri (G.U. n.208, 12 settembre 1938). Il R.D.L. non venne convertito in legge ma le sue disposizioni vennero riprese nel R.D.L. 1728/1938.
- R.D.L. 23 settembre 1938, n. 1630, Istituzione di scuole elementari per fanciulli di razza ebraica (G.U. n. 245, 25 ottobre 1938). Per la conversione vedi qui sotto la L. 94/1939.
- Dichiarazione sulla razza, votata dal Gran Consiglio del Fascismo il 6 ottobre 1938.
- R.D.L. 15 novembre 1938, n. 1779, Integrazione e coordinamento in unico testo delle norme già emanate per la difesa della razza nella Scuola italiana (G.U. n. 272, 29 novembre 1938). Per la conversione vedi qui sotto la L. 98/1939.
- R.D.L. 17 novembre 1938, n. 1728, Provvedimenti per la difesa della razza italiana (G.U. n. 264, 19 novembre 1938). Per la conversione vedi qui sotto la L. 274/1939[1].
- R.D. 21 novembre 1938, n. 2154, Modificazioni allo statuto del Partito Nazionale Fascista (G.U. n. 36, 13 febbraio 1939). In questa sede viene riprodotta solo la parte del Regio Decreto concernente gli ebrei.
- R.D.L. 22 dicembre 1938, n. 2111, Disposizioni relative al collocamento in congedo assoluto ed al trattamento di quiescenza del personale militare delle Forze armate dello Stato di razza ebraica (G.U. n. 30, 6 febbraio 1939). Per la conversione vedi qui sotto la L. 739/1939.
- L. 5 gennaio 1939, n. 26, Conversione in legge del Regio decreto-legge 5 settembre 1938-XVI, n. 1539, concernente l'istituzione, presso il Ministero dell'interno, del Consiglio superiore per la demografia e la razza (G.U. n. 24, 30 gennaio 1939). Il R.D.L. viene convertito senza modifiche, pertanto la Legge non viene qui riprodotta.
- L. 5 gennaio 1939, n. 94, Conversione in legge del Regio decreto-legge 23 settembre 1938-XVI, n. 1630, concernente l'istituzione di scuole elementari per fanciulli di razza ebraica (G.U. n. 31, 7 febbraio 1939). Il R.D.L. viene convertito senza modifiche, pertanto la Legge non viene qui riprodotta.
- L. 5 gennaio 1939, n. 98, Conversione in legge del Regio decreto-legge 15 novembre 1938-XVll, n. 1779, relativo all'integrazione e al coordinamento in unico testo delle norme emanate per la difesa della razza nella scuola italiana (G.U. n. 31, 7 febbraio 1939). Il R.D.L. viene convertito senza modifiche, pertanto la Legge non viene qui riprodotta.
- L. 5 gennaio 1939, n. 99, Conversione in legge del Regio decreto-legge 5 settembre 1938-XVl, n. 1390, contenente provvedimenti per la difesa della razza nella scuola fascista (G.U. n. 31, 7 febbraio 1939). Il R.D.L. viene convertito senza modifiche, pertanto la Legge non viene qui riprodotta.
- L. 5 gennaio 1939, n. 274, Conversione in legge del Regio decreto-legge 17 novembre 1938-XVII, n. 1728, recante provvedimenti per la difesa della razza italiana (G.U. n. 48, 27 febbraio 1939). Il R.D.L. viene convertito senza modifiche, pertanto la Legge non viene qui riprodotta.
- R.D.L. 9 febbraio 1939, n. 126, Norme di attuazione ed integrazione delle disposizioni di cui all'art. 10 del R. decreto-legge 17 novembre 1938 XVII, n. 1728, relative ai limiti di proprietà immobiliare e di attività industriale e commerciale per i cittadini italiani di razza ebraica (G.U. n. 35, 11 febbraio 1939). Per la conversione e le modifiche in essa contenute vedi qui sotto la L. 739/1939.
- R.D. 27 marzo 1939, n. 665, Approvazione dello statuto dell'Ente di gestione e liquidazione immobiliare (G.U. n. 110, 10 maggio 1939).
- L. 2 giugno 1939, n. 739, Conversione in legge, con approvazione complessiva, dei Regi decreti-legge emanati fino al 10 marzo 1939-XVII e convalida dei Regi decreti, emanati fino alla data anzidetta, per prelevazioni di somme dal fondo di riserva per le spese impreviste (G.U. n. 131, 5 giugno 1939). La Legge converte con modifiche alcuni Regi decreti-legge tra cui il R.D.L. 9 febbraio 1939, n. 126; inoltre converte senza modifiche alcuni Regi decreti-legge tra cui il R.D.L. 22 dicembre 1938, n. 2111. In questa sede viene riprodotta solo la parte della legge relativa alla conversione con modifiche del R.D. L. 126/1939.
- L. 29 giugno 1939, n. 1054, Disciplina dell'esercizio delle professioni da parte dei cittadini di razza ebraica (G.U. n. 179, 2 agosto 1939).
- L. 13 luglio 1939, n. 1024, Norme integrative del R. decreto-legge 17 novembre 1938-XVII, n. 1728, sulla difesa della razza italiana (G.U. n. 174, 27 luglio 1939).
- L. 13 luglio 1939, n. 1055, Disposizioni in materia testamentaria nonché sulla disciplina dei cognomi, nei confronti degli appartenenti alla razza ebraica (G.U. n. 179, 2 agosto 1939).
- L. 13 luglio 1939, n. 1056, Variazioni al ruolo organico del personale di gruppo A dell'Amministrazione Civile del Ministero dell'interno (G.U. n.179, 2 agosto 1939).
- L. 23 maggio 1940, n. 587, Concessione di una indennità in aggiunta alla pensione ai dipendenti statali per i quali è prevista la inamovibilità, dispensati dal servizio in esecuzione del R. decreto-legge 17 novembre 1938 XVII, n. 1728, sino al raggiungimento del limite massimo di età per il collocamento a riposo (G.U. n. 143,19 giugno 1940).
- D.M. 30 luglio 1940, Determinazione dei contributi a carico dei professionisti di razza ebraica (G.U. n. 12,16 gennaio 1941).
- L. 23 settembre 1940, n. 1459, Integrazioni alla legge 13 luglio 1939-XVII, n. 1055, contenente disposizioni in materia testamentaria, nonché sulla disciplina dei cognomi, nei confronti degli appartenenti alla razza ebraica (G.U. n. 256, 31 ottobre 1940).
- L. 28 settembre 1940, n. 1403, Abrogazione del contributo statale a favore degli asili infantili israelitici contemplati dalla legge 30 luglio 1896, n. 343 (G.U. n. 245, 18 ottobre 1940).
- L. 24 febbraio 1941, n. 158, Autorizzazione all'Ente di gestione e liquidazione immobiliare a delegare agli Istituti di credito fondiario la gestione e la vendita degli immobili ad esso attribuiti (G.U. n. 79, 2 aprile 1941).
- L. 19 aprile 1942, n. 517, Esclusione degli elementi ebrei dal campo dello spettacolo (G.U. n. 126, 28 maggio 1942).
- L. 9 ottobre 1942, n. 1420, Limitazioni di capacità degli appartenenti alla razza ebraica residenti in Libia (G.U. n. 298, 17 dicembre 1942).
- D.L.D. 4 gennaio 1944, n. 2, Nuove disposizioni concernenti i beni posseduti dai cittadini di razza ebraica (G.U.-RSI n. 6,10 gennaio 1944).
- D.L.D. 31 marzo 1944, n. 109, Nuovo statuto e regolamento dell'Ente di Gestione e Liquidazione Immobiliare (G.U.-RSI n. 81, 6 aprile 1944).
- D.M. 16 aprile 1944, n. 136, Trasformazione della direzione generale per la demografia e la razza in direzione generale per la demografia (G.U.-RSI n. 93, 20 aprile 1944).
- D.L.D. 18 aprile 1944, n. 171, Istituzione dell'Ispettorato Generale per la razza (G.U.-RSI n. 111, 11 maggio 1944).
- D.M. 15 settembre 1944, n. 685, Adeguamento del trattamento tributario a favore di tutti i beni gestiti dall'Ente di Gestione e Liquidazione Immobiliare (E.G.E.L.I.) (G.U.-RSI n. 251, 26 ottobre 1944).
- D.M. 30 dicembre 1944, n. 1036, Modifica dello Statuto dell'E.G.E.L.I. ed istituzione del posto di Direttore Generale (G.U.-RSI n. 58, 10 marzo 1945).
- D.L.D. 28 febbraio 1945, n. 47, Regolamento amministrativo dell'Ispettorato Generale per la Razza (G.U.-RSI n. 52, 3 marzo 1945).